# سویاتوسلاف ریبابوشنکو
سویاتوسلاف ریبابوشنکو (انگلیسی: Svyatoslav Ryabushenko؛ زادهٔ ۳ آوریل ۱۹۶۸) دوچرخه‌سوار اهل روسیه است.